# L'Apocalypse (journal)
Pour les articles homonymes, voir Apocalypse (homonymie).
L'Apocalypse est un journal contre-révolutionnaire qui parut de janvier 1790 à mars 1791.
Composé de 16 pages, il fut publié pendant 56 numéros.
Ce journal royaliste, qui portait pour épigraphe : « Ad majorent Régis gloriam », était voué à la défense de la monarchie à la manière du journal pamphlétaire Les Actes des Apôtres.